# NGC 3130
NGC 3130 ist eine linsenförmige Galaxie vom Hubble-Typ SAB0/a im Sternbild Löwe auf der Ekliptik. Sie ist rund 361 Millionen Lichtjahre von der Milchstraße entfernt und hat einen Durchmesser von etwa 105.000 Lichtjahren.

Im selben Himmelsareal befindet sich u. a. die Galaxie IC 596.
Das Objekt wurde zwischen dem 21-30. Januar 1828 von John Herschel entdeckt.